# 도시공학
도시공학(영어: Urban Engineering)은 20세기 이후부터 세계적으로 급속히 퍼져나가는 도시화 과정과 함께 등장한 학문으로, 도시를 공학적으로 분석하고 신도시 건설여부, 도시 계획의 작성 및 실시, 도시문제의 해결 등을 연구하는 학문 분야이다. 이를 통해 쾌적하고 살기 좋은 도시를 조성하고, 경제 발전과 사회 환경을 적절하게 조화시키는 것을 목표로 삼는다. 학문적 특성으로 인해 토목공학, 건축학과 밀접한 관련을 가지고 있고, 이 외에도 경제, 사회, 교통, 주택, 환경, 복지, 인간행태 등 비공학적 측면도 동시에 고려하는 종합적 계획의 성격을 띤다.

## 개요
산업혁명이 일어난 이후 인류는 대량생산, 산업화를 통해 자연스레 대규모의 도시들을 형성하였고, 이와 함께 공간의 부족, 정보화, 빈부의 양극화, 주택 및 인구 과밀, 교통 체증 등의 문제들이 새로이 전개되었다. 1960년대 이전까지만 해도 도시문제를 해결한다는 목표 하에 무분별한 계획안들이 무차별적으로 적용되어 오히려 도시문제가 심화되었다. 도시 계획안에 작용하는 복합적인 요소들의 상호작용과 메커니즘을 고려하지 않은 결과였다. 이와 같은 도시계획의 특성을 고려하여 사회, 경제적 측면 또한 강조하는 현대적 의미의 도시공학이 탄생하게 되었다. 현대 도시공학에서는 공간정보학, 설계학, 도로공학, 조경학, 상•하수도학, 조사방법론 등이 중점적으로 연구 및 검토되며, 법학, 인구통계학, 사회학 등의 학문도 함께 다루어진다.
위와 같은 종합적인 학문적 특성으로 인해 몇몇 국가에서는 도시를 사회, 행정적인 측면에서 연구하는 것이 일반적이기도 하다.
관련 직종으로는 도시계획가, 도시행정가, 지역분석가, 교통계획기사, 환경영향평가사, 주택관리사, 지적 및 측량 기술자, GIS 전문가 등이 있다.

## 같이 보기
- 범죄예방 환경설계: 도시 설계와 범죄와의 관계를 연구하는 도시공학의 하위 분야.
- 도시계획